# シュネルマイスター
シュネルマイスター（欧字名:Schnell Meister 香:速度大師、2018年3月23日 - ）は、ドイツ生産、日本調教の競走馬。主な勝ち鞍は2021年のNHKマイルカップ、毎日王冠、2023年のマイラーズカップ。
馬名の意味は、ドイツ語で「スピードの名人」。

## 戦績
- 特記事項なき場合、本節の出典はJBISサーチ[11]

### 2020年（2歳）
札幌競馬場での2歳新馬戦でデビューし、1着。3か月後、2戦目のひいらぎ賞も勝ってデビュー2連勝とした。

### 2021年（3歳）
3歳初戦の弥生賞ディープインパクト記念ではタイトルホルダーの2着となり、皐月賞への優先出走権を獲得も皐月賞には向かわず、NHKマイルカップへ目標を切り替えることになった。
NHKマイルカップでは中団後方からの競馬から、直線ではソングラインとの叩き合いをハナ差制してG1競走初制覇を挙げた。外国産馬がNHKマイルカップを制覇するのは2001年のクロフネ以来20年ぶり、グレード制導入以降でドイツ産馬のJRAの重賞競走優勝は1995年のジャパンカップでランドが優勝して以来二度目、日本調教馬としては初。欧州生産馬によるJRAのG1競走優勝も2005年安田記念優勝のアサクサデンエン以来16年ぶりの事であった。続く安田記念は初の古馬相手とのレースとなるも、勝ったダノンキングリー・アタマ差2着のグランアレグリアから0秒1差の3着に食い込んだ。
秋初戦、5か月ぶりとなった毎日王冠は前有利の展開ながらゴール前で鋭く伸びると、ダノンキングリーをアタマ差差し切り優勝。重賞2勝目を挙げた。その後はマイルチャンピオンシップに出走。荒れた馬場の内めから脚を伸ばしたがグランアレグリアに届かず、3/4馬身差の2着となった。なお、このレースのパドックにおいて、担当の名畑俊調教助手とともにベストターンドアウト賞に選出されている。

### 2022年（4歳）
2022年の初戦は、招待が来ていたドバイターフに決定。単勝オッズ1.7倍の1番人気に推されていたが、直線でほとんど伸びず8着に敗れた。
次走、安田記念は2番人気で出走、道中はやや後方から運び、直線は内に進路を取ると一気に追い込み、勝ったソングラインにクビ差の2着に入った。
その後は休養に入り、4か月ぶりとなったスプリンターズステークスで初の1200ｍ戦に出走したが、距離が短く直線の不利もあり9着と過去最低着順に終わった。続く、マイルチャンピオンシップは1番人気に推されたが、末脚が不発に終わり5着に敗れる。続く香港マイルはブービー馬に5馬身離された最下位と惨敗に終わった。

### 2023年（5歳）
2023年初戦となった中山記念はテオ・バシュロと初コンビを組み直線で最内を突いて伸びたが4着に敗れた。
4月23日に京都競馬場で行われたマイラーズカップは後方3番手で脚を溜め、直線で外から各馬を鮮やかに差し切りゴール。3歳時の毎日王冠以来となる重賞3勝目を飾り、安田記念の優先出走権も手にした。6月4日の安田記念は後方から上がり最速の末脚で追い込んだものの、スローペースが影響してソングラインを捕え切れず3着に敗北。10月8日の毎日王冠も4コーナー10番手から直線で怒涛の追い込みを見せるも、勝ち馬のエルトンバローズからタイム差無しの3着に惜敗した。
その後、11月19日のマイルチャンピオンシップに出走。単勝1番人気に支持されたが7着に敗れ、このレースが現役最終戦となる。11月22日、馬主のサンデーサラブレッドクラブにより現役引退が発表された。引退後は種牡馬として供用される。
11月23日に手塚調教師は、シュネルマイスターについて「外国産馬でも早熟ではなく、5歳までよく頑張ってくれた」と述べた上で「父はキングマンで、素晴らしいポテンシャルがあるはず。母はドイツオークス馬なので、産駒は中距離までだったら走れると思います」と種牡馬としての活躍に期待を寄せた。11月24日の午前に美浦トレーニングセンターから経由地であるノーザンファーム天栄に向かって出発した。その後、手塚調教師は「とりあえず、無事に送り出せたことが何より。血統のイメージ以上に距離をこなせたし、古馬になってからも走ってくれた。（産駒が誕生予定の）再来年（2025年）が楽しみです」と話している。11月27日、種牡馬としての繋養先が北海道安平町の社台スタリオンステーションとなることが馬主のサンデーサラブレッドクラブにより発表された。
11月30日に、繋養先である社台スタリオンステーションに到着。社台スタリオンステーションの場長の徳武英介は「今まで鞍がついている姿しか見たことはなかったですが、やはりいい馬ですね。日本の馬場に合いそうな脚元をしています。楽しみですね」と話している。11月30日付でJRAの競走馬登録を抹消された。

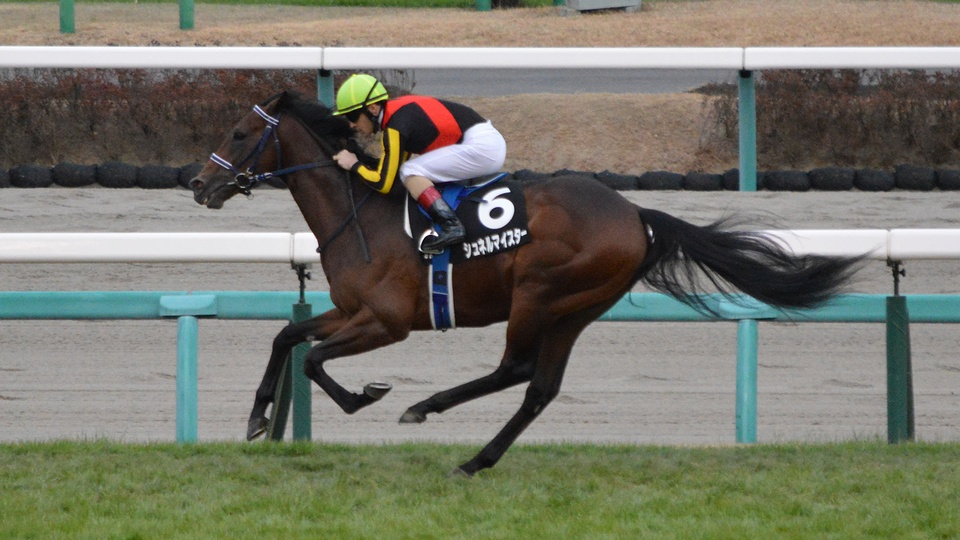
2020年ひいらぎ賞
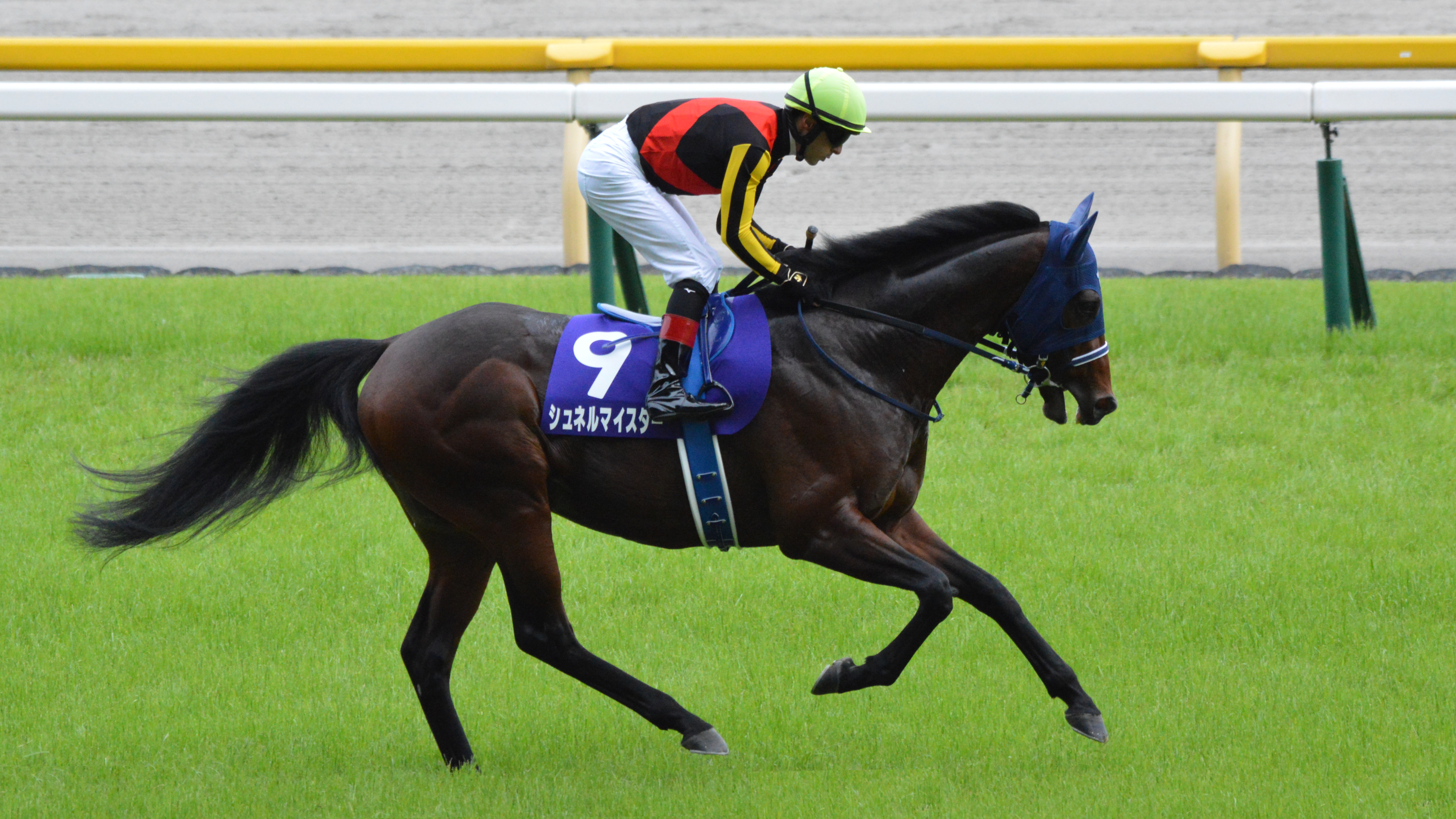
2022年安田記念

## 競走成績
以下の内容は、JBISサーチ、netkeiba.comおよび香港ジョッキークラブの情報に基づく。
| 競走日     | 競馬場   | 競走名             | 格  | 距離（馬場）   | 頭 数 | 枠 番 | 馬 番 | オッズ （人気） | 着順 | タイム （上り3F） | 着差          | 騎手        | 斤量 [kg] | 1着馬（2着馬）         | 馬体重 [kg] |
| ---------- | -------- | ------------------ | --- | -------------- | ----- | ----- | ----- | --------------- | ---- | ----------------- | ------------- | ----------- | --------- | ---------------------- | ----------- |
| 2020.09.05 | 札幌     | 2歳新馬            |     | 芝1500m（良）  | 14    | 6     | 9     | 002.10（1人）   | 01着 | R1:30.5（34.7）   | -0.1          | 0横山武史   | 54        | （テンウォークライ）   | 460         |
| 0000.12.19 | 中山     | ひいらぎ賞         | 1勝 | 芝1600m（良）  | 12    | 5     | 6     | 001.90（1人）   | 01着 | R1:35.8（35.4）   | -0.5          | 0C.ルメール | 55        | （ワザモノ）           | 474         |
| 2021.03.07 | 中山     | 弥生賞ディープ記念 | GII | 芝2000m（良）  | 10    | 8     | 10    | 004.90（2人）   | 02着 | R2:02.2（34.5）   | -0.2          | 0C.ルメール | 56        | タイトルホルダー       | 480         |
| 0000.05.08 | 東京     | NHKマイルC         | GI  | 芝1600m（良）  | 18    | 7     | 15    | 003.70（2人）   | 01着 | R1:31.6（34.0）   | -0.0          | 0C.ルメール | 57        | （ソングライン）       | 480         |
| 0000.06.06 | 東京     | 安田記念           | GI  | 芝1600m（良）  | 14    | 8     | 13    | 010.20（4人）   | 03着 | R1:31.8（33.4）   | -0.1          | 0横山武史   | 54        | ダノンキングリー       | 474         |
| 0000.10.10 | 東京     | 毎日王冠           | GII | 芝1800m（良）  | 13    | 1     | 1     | 002.60（1人）   | 01着 | R1:44.8（33.0）   | -0.0          | 0C.ルメール | 56        | （ダノンキングリー）   | 482         |
| 0000.11.21 | 阪神     | マイルCS           | GI  | 芝1600m（良）  | 16    | 2     | 3     | 004.60（2人）   | 02着 | R1:32.7（32.9）   | -0.1          | 0横山武史   | 56        | グランアレグリア       | 480         |
| 2022.03.26 | メイダン | ドバイターフ       | G1  | 芝1800m （Gd） | 14    | 4     | 12    | 001.70（1人）   | 08着 | R                 | （5馬身 1/4） | 0C.ルメール | 57        | Lord North Panthalassa | 計不        |
| 0000.06.05 | 東京     | 安田記念           | GI  | 芝1600m（良）  | 18    | 5     | 9     | 004.90（2人）   | 02着 | R1:32.3（32.9）   | -0.0          | 0C.ルメール | 58        | ソングライン           | 490         |
| 0000.10.02 | 中山     | スプリンターズS    | GI  | 芝1200m（良）  | 16    | 8     | 15    | 008.50（3人）   | 09着 | R1:08.3（34.4）   | -0.5          | 0横山武史   | 57        | ジャンダルム           | 490         |
| 0000.11.20 | 阪神     | マイルCS           | GI  | 芝1600m（良）  | 17    | 2     | 4     | 003.60（1人）   | 05着 | R1:32.8（33.5）   | -0.3          | 0C.ルメール | 57        | セリフォス             | 494         |
| 0000.12.11 | 沙田     | 香港マイル         | G1  | 芝1600m（Gd）  | 9     | 1     | 4     | 013.00（3人）   | 09着 | R1:35.68（35.97） | -2.27         | 0C.ルメール | 57        | California Spangle     | 490         |
| 2023.02.26 | 中山     | 中山記念           | GII | 芝1800m（良）  | 14    | 8     | 13    | 009.20（4人）   | 04着 | R1:47.3（34.9）   | -0.2          | 0T.バシュロ | 58        | ヒシイグアス           | 504         |
| 0000.04.23 | 京都     | マイラーズC        | GII | 芝1600m（良）  | 15    | 6     | 10    | 002.50（1人）   | 01着 | R1:31.5（32.9）   | -0.0          | 0C.ルメール | 58        | （ガイアフォース）     | 490         |
| 0000.06.04 | 東京     | 安田記念           | GI  | 芝1600m（良）  | 18    | 7     | 14    | 004.20（1人）   | 03着 | R1:31.6（32.8）   | -0.2          | 0C.ルメール | 58        | ソングライン           | 490         |
| 0000.10.08 | 東京     | 毎日王冠           | GII | 芝1800m（良）  | 12    | 1     | 1     | 002.90（2人）   | 03着 | R1:45.3（33.3）   | -0.0          | 0C.ルメール | 58        | エルトンバローズ       | 500         |
| 0000.11.19 | 京都     | マイルCS           | GI  | 芝1600m（良）  | 16    | 5     | 9     | 002.50（1人）   | 07着 | R1:32.9（33.4）   | -0.4          | 0C.ルメール | 58        | ナミュール             | 504         |

- 海外の競走の「枠番」欄にはゲート番を記載
- 香港のオッズ・人気は香港ジョッキークラブのもの

## 血統表
| シュネルマイスターの血統     | シュネルマイスターの血統                            | シュネルマイスターの血統                            | （血統表の出典）                                    | （血統表の出典）    |
| 父系                         | ダンジグ系                                          | ダンジグ系                                          | ダンジグ系                                          | [ § 2 ]             |
| 父 Kingman 2011 鹿毛         | 父の父Invincible Spirit 1997 鹿毛                   | Green Desert                                        | Danzig                                              | Danzig              |
| 父 Kingman 2011 鹿毛         | 父の父Invincible Spirit 1997 鹿毛                   | Green Desert                                        | Foreign Courier                                     |                     |
| 父 Kingman 2011 鹿毛         | 父の父Invincible Spirit 1997 鹿毛                   | Rafha                                               | Kris                                                | Kris                |
| 父 Kingman 2011 鹿毛         | 父の父Invincible Spirit 1997 鹿毛                   | Rafha                                               | Eljazzi                                             |                     |
| 父 Kingman 2011 鹿毛         | 父の母Zenda 1999 鹿毛                               | Zamindar                                            | Gone West                                           | Gone West           |
| 父 Kingman 2011 鹿毛         | 父の母Zenda 1999 鹿毛                               | Zamindar                                            | Zaizafon                                            |                     |
| 父 Kingman 2011 鹿毛         | 父の母Zenda 1999 鹿毛                               | Hope                                                | *ダンシングブレーヴ                                 | *ダンシングブレーヴ |
| 父 Kingman 2011 鹿毛         | 父の母Zenda 1999 鹿毛                               | Hope                                                | Bahamian                                            |                     |
| 母 *セリエンホルデ 2013 鹿毛 | 母の父Soldier Hollow 2000                           | In The Wings                                        | Sadler's Wells                                      | Sadler's Wells      |
| 母 *セリエンホルデ 2013 鹿毛 | 母の父Soldier Hollow 2000                           | In The Wings                                        | High Hawk                                           |                     |
| 母 *セリエンホルデ 2013 鹿毛 | 母の父Soldier Hollow 2000                           | Island Race                                         | Common Grounds                                      | Common Grounds      |
| 母 *セリエンホルデ 2013 鹿毛 | 母の父Soldier Hollow 2000                           | Island Race                                         | Lake Isle                                           |                     |
| 母 *セリエンホルデ 2013 鹿毛 | 母の母Saldenehre 2000                               | Highest Honor                                       | Kenmare                                             | Kenmare             |
| 母 *セリエンホルデ 2013 鹿毛 | 母の母Saldenehre 2000                               | Highest Honor                                       | High River                                          |                     |
| 母 *セリエンホルデ 2013 鹿毛 | 母の母Saldenehre 2000                               | Salde                                               | Alkalde                                             | Alkalde             |
| 母 *セリエンホルデ 2013 鹿毛 | 母の母Saldenehre 2000                               | Salde                                               | Saite                                               |                     |
| 母系(F-No.)                  | セリエンホルデ(GER)系(FN:16-c)                      | セリエンホルデ(GER)系(FN:16-c)                      | セリエンホルデ(GER)系(FN:16-c)                      | [ § 3 ]             |
| 5代内の近親交配              | Kris 4 × 5= 9.38％ 、Northern Dancer 5 × 5 = 6.25％ | Kris 4 × 5= 9.38％ 、Northern Dancer 5 × 5 = 6.25％ | Kris 4 × 5= 9.38％ 、Northern Dancer 5 × 5 = 6.25％ | [ § 4 ]             |
| 出典                         | 1. 2. 3. 4.                                         | 1. 2. 3. 4.                                         | 1. 2. 3. 4.                                         | 1. 2. 3. 4.         |

- 所謂「ドイツのSライン」と呼ばれる名門牝系に属し、近親にはサロミナ（独オークス）、サリオス（朝日杯FS）、サンマルコ（独ダービー、バイエルンツフトレネン）など多数の活躍馬がいる。